# Abdou Diouf
Abdou Diouf (f. 7. september 1935) var Senegals præsident i 1981-2000.
Han var premierminister i 1970-81 og blev præsident da Senghor trak sig tilbage. Diouf tabte Senegals præsidentvalg 2000 til Abdoulaye Wade.
Sidden 2003 har han været præsident af la Francophonie.
1. ↑  Navnet er anført på bokmål og stammer fra Wikidata hvor navnet endnu ikke findes på dansk.